# Хансен, Расмус (гимнаст)
Расмус Хансен (дат. Rasmus Hansen; 13 января 1885, Flemløse, Южная Дания — 3 июля 1967, Viby, Орхус) — датский гимнаст, серебряный призёр летних Олимпийских игр 1912 года в командном первенстве по шведской системе.